# Eduard Strelcov
Eduard Anatoljevič Strelcov (rusky Эдуард Анатольевич Стрельцов; 21. července 1937, Perovo u Moskvy — 22. července 1990, Moskva) byl ruský fotbalový útočník, známý jako sovětský Pelé.
Začínal v týmu továrny Frezer, v roce 1954 talentovaného mladíka získalo Torpedo Moskva. V reprezentaci debutoval jako sedmnáctiletý a hned vstřelil Švédům hattrick. V roce 1955 se s patnácti góly stal nejlepším střelcem sovětské ligy. Byl členem vítězného týmu olympiády v Melbourne, kde vstřelil dvě branky. V roce 1957 skončil na sedmém místě celoevropské ankety Zlatý míč. Proslavil se přihrávkami patičkou, kterým se říkalo „strelcovovský pas“. Byl mu udělen řád Odznak cti a titul Zasloužilý mistr sportu.
V květnu 1958, když se Strelcov připravoval na světový šampionát, byl zatčen a obviněn, že na chatě svého kamaráda u Tiškovské přehrady s dalšími spoluhráči znásilnil dvacetiletou Marinu Lebeděvovou. Ačkoli důkazy byly nejasné (údajní spoluviníci Boris Tatušin a Michail Ogoňkov byli propuštěni) a sama postižená obvinění stáhla, byl Eduard Strelcov odsouzen ke dvanácti letům odnětí svobody, doživotnímu zákazu startu a byl mu odebrán titul Zasloužilého mistra sportu.
Důvody Strelcovova uvěznění zůstávají nejasné. Podle některých se mu KGB pomstila za to, že nechtěl přestoupit do policejního týmu FK Dynamo Moskva. Podle jiných stála za procesem ministryně kultury Jekatěrina Furcevová, protože Strelcov odmítl její dceru Světlanu, která se do něj zamilovala. Každopádně, neposlušný mladík, který díky fotbalovému umění mohl vést nákladný život a byl dokonce populárnější než straničtí funkcionáři, musel být exemplárně potrestán.
Strelcov byl propuštěn v únoru 1963 a nastoupil jako dělník do závodu ZIL. V roce 1965 mu bylo dovoleno vrátit se k fotbalu. Pomohl Torpedu získat mistrovský titul 1965 a vítězství v poháru 1968, dostal se také do reprezentace a byl dvakrát vyhlášen sovětským fotbalistou roku (1967, 1968). V roce 1967 mu byl navrácen i titul Zasloužilého mistra sportu. Sportovní kariéru, během níž vstřelil 99 gólů v 222 klubových zápasech a 25 gólů v 38 mezistátních zápasech, ukončil v roce 1970.
Zemřel na rakovinu plic, zřejmě způsobenou nucenými pracemi v uranových dolech. Na jeho počest byl stadion Torpeda v roce 1996 pojmenován Спортивный комплекс имени Эдуарда Анатольевича Стрельцова, stojí před ním Strelcovova socha. Byly také vydány pamětní mince s jeho podobiznou. Alexandr Nilin o něm napsal knihu Strelcov, člověk bez loktů (Нилин, Александр, (2002). Стрельцов: Человек без локтей. Москва: Молодая гвардия. ISBN 5-235-02438-9.)